# ネイバーズ・フロム・ヘル
『ネイバーズ・フロム・ヘル』（英題：Neighbours From Hell）は、2003年にアメリカより発売された悪戯を仕掛けるのがPCゲーム。2006年に第2作『ネイバーズ・フロム・ヘル2：オン・ヴァケーション』（Neighbours from Hell 2: On Vacation）も発売された。

## 登場キャラクター
ウッディ（Woody）
ロットワイラー（Mr.Rottweiler）
チリー（Chilli）
番犬（Guard dog）
マム（Mom）
オルガ（Olga）
オルガの息子（Olga's child）
マムの犬（Mom's Dog）